# Skwer im. Powstańców Wielkopolskich w Skwierzynie
Skwer im. Powstańców Wielkopolskich – skwer położony w Skwierzynie, w południowej części Parku Konstytucji 3 Maja.
Skwer obejmuje teren położony w południowej części Parku Konstytucji 3 Maja, przy skrzyżowaniu ulic Bolesława Chrobrego i Dworcowej, oznaczony ewidencyjnie numerem działki 231 w obrębie 3 Skwierzyna. Na skwerze, od 7 września 2018 roku, stoi - odsłonięty z okazji 100. rocznicy odzyskania niepodległości przez Polskę - pomnik w hołdzie poległym powstańcom wielkopolskim oraz ofiarom obozu gestapo, który funkcjonował w Skwierzynie od 7 września 1939 do marca 1940 roku.

## Uchwała
Nazwa „Skwer im. Powstańców Wielkopolskich” została nadana istniejącemu skwerowi uchwałą Rady Miejskiej Skwierzyny z 24 listopada 2022 r., w § 1 tej uchwały, która weszła w życie po upływie 14 dni od jej ogłoszenia w dzienniku urzędowym województwa lubuskiego 29 listopada 2022. Radni Skwierzyny podjęli tę uchwałę z inicjatywy i na wniosek skwierzyńskiego koła Towarzystwa Pamięci Powstania Wielkopolskiego i jej prezesa Walentego Kulika.

### Uzasadnienie
Na skwerze położonym przy skrzyżowaniu ulic Bolesława Chrobrego i Dworcowej w Skwierzynie, posadowiony jest pomnik w hołdzie Powstańcom Wielkopolskim i ku pamięci ofiar niemieckiego obozu w historycznym Schwerin an der Warthe. Pomnik został odsłonięty 7 września 2018 r. w 100. rocznicę odzyskania Niepodległości przez Polskę.
Nadanie imienia skwerowi w 104. rocznicę odzyskania przez Polskę Niepodległości oraz w pierwszą rocznicę ustanowienia Narodowego Dnia Zwycięskiego Powstania Wielkopolskiego - największego zwycięskiego polskiego zrywu niepodległościowego - będzie kolejnym, symbolicznym uhonorowaniem fenomenu wielkopolskich wydarzeń z lat 1918-1919.
Na mapach miasta Skwierzyna „Skwer im. Powstańców Wielkopolskich” będzie - w sposób oczywisty - wskazywał usytuowanie pomnika poświęconego powstańcom.